# Trägerprüfung
Von Trägerprüfung (englisch Carrier Sense) spricht man in Nachrichtentechnik und Informatik, wenn der Absender einer Nachricht vor dem Senden überprüft, ob das Übertragungsmedium frei ist. Trägerprüfung ist ein wichtiges Hilfsmittel zur Vermeidung von Datenkollisionen.
Die Informatik unterscheidet zwischen physischer und virtueller Trägerprüfung. Bei der physischen Trägerprüfung wird durch tatsächliches kurzes Abhören des Kommunikationsmediums sichergestellt, dass es nicht gerade belegt ist. Bei der virtuellen Trägerprüfung werden Zusatzinformationen verwendet, beispielsweise, indem jeder Sender angibt, wie lange er das Medium belegen wird, und andere Sender daraus den Zeitpunkt berechnen, zu dem das Medium frühestens wieder frei ist.
Trägerprüfung bildet die Grundlage verschiedener Netzwerkprotokolle, allen voran Carrier Sense Multiple Access (CSMA). In WLANs wird dies häufig mit einem Netzbelegungsvektor realisiert.